# Leukopenie
Leukopenie (ook wel leukocytopenie genoemd) is een verminderde hoeveelheid (een tekort) aan circulerende witte bloedcellen in het bloed. Om te bepalen of iemand een leukopenie heeft, wordt wat bloed afgenomen en worden alle witte bloedcellen geteld.
- Een tekort aan alle bloedcellen in het bloed (dus ook aan rode bloedcellen en aan bloedplaatjes) wordt pancytopenie genoemd.
- Een tekort aan witte bloedcellen (neutrofiele granulocyten) wordt neutropenie of granulocytopenie genoemd.
- De term agranulocytose staat voor zeer ernstige neutropenie, meestal veroorzaakt door een overgevoeligheidsreactie op een geneesmiddel.

Een tekort aan witte bloedcellen kan optreden bij chemotherapie, leukemie, myelofibrose, aplastische anemie, ondervoeding en het gebruik van bepaalde medicijnen.

## Risico's en gevolgen
Een tekort aan witte bloedcellen kan mild, matig of ernstig zijn. Het kan acuut (binnen enkele uren tot dagen) of chronisch (binnen maanden tot jaren) ontstaan. Een tekort wordt vaak geassocieerd met infecties, maar kan ook voorkomen bij het tekortschieten van het afweersysteem. 
Zowel de kans op als de ernst van een infectie is het grootst is bij patiënten met diepe en langdurige neutropenie (> 14 dagen). Men spreekt van diepe neutropenie bij een absoluut neutrofielengetal (ANC) < 0,1 x 10{\displaystyle ^{9}}/l of nog <1000/mm³. Bovendien hangt het succes van een antibiotische therapie af van het al dan niet herstellen van de neutropeniefase.